# 秦精
秦精（?—?），中国战国時代秦国的夷族，朐肕人。
秦昭襄王时，白虎为害，祸害秦蜀巴汉等地。秦王以食邑万户，金帛任凭来悬赏杀虎的事。廖仲药、何射虎和秦精（一说是廖仲、药何、射虎秦精），用白竹做弓弩，上高楼射白虎。白虎头中三箭。白虎眼受伤了，搏杀跟着自己的一群虎，自己也大叫死去。昭王嘉奖：“虎历四郡，害千二百人，一朝患除，功莫大焉。”想按约奖赏，嫌他们是夷人，刻石订盟：夷人种田不足一顷不交租；妻小不足十人不算一井；伤人不论；杀人不死；秦犯夷，赔黄金一两。夷犯秦。赔清酒一壶。夷人安定了。